# Camponotus velox
Camponotus velox é uma espécie de inseto do gênero Camponotus, pertencente à família Formicidae.